# Anthī Vasilantōnakī
Anthī Vasilantōnakī (in greco Ανθή Βασιλαντωνάκη?; Atene, 9 aprile 1996) è una pallavolista greca, schiacciatrice del Türk Hava Yolları.

## Biografia
Nasce ad Atene da padre greco e madre olandese.

## Carriera

### Club
Anthī Vasilantōnakī inizia la propria carriera nel 2008 giocando per le giovanili dell'Enōsī Vyrōna, club dell'hinterland di Atene, passando in prima squadra nella stagione 2010-11, in A2 League. Nella stagione 2012-13 debutta nella massima divisione del campionato greco con il Panathīnaïkos, a cui resta legata per due annate.
Nella stagione 2014-15 viene ingaggiata dall'Imoco di Conegliano, nella Serie A1 italiana, vincendo lo scudetto al termine del campionato 2015-16. Nell'annata 2016-17 resta nello stesso campionato vestendo però la maglia del Busto Arsizio, così come in quello successivo giocando però con l'AGIL di Novara, con cui si aggiudica la Supercoppa italiana 2017 e la Coppa Italia 2017-18.
Nella stagione 2018-19 difende i colori del Filottrano, sempre in Serie A1, mentre in quella successiva si trasferisce al club turco del Galatasaray, in Sultanlar Ligi, dove rimane anche nel campionato 2020-21, ma vestendo la maglia dell'Aydın BB. Nella stagione seguente fa ritorno al Galatasaray, indossando la casacca giallo-rossa per un biennio, trasferendosi quindi al Türk Hava Yolları nel campionato 2023-24.

### Nazionale
Dal 2011 al 2015 fa parte delle varie nazionali giovanili greche: dal 2011 al 2013 è in quella under 18, nel 2014 in quella under 19 e nel 2015 in quella under 20.
Nel 2014 ottiene le prime convocazioni nella nazionale maggiore, con la quale nel 2018 si aggiudica la medaglia d'argento ai XVIII Giochi del Mediterraneo.

## Palmarès

### Club
- Campionato italiano: 1

2015-16
- Coppa Italia: 1

2017-18
- Supercoppa italiana: 1

2017

### Nazionale (competizioni minori)
- Giochi del Mediterraneo 2018

### Premi individuali
- 2013 - Campionato europeo under 18: Miglior realizzatrice
- 2014 - Campionato europeo under 19: Miglior realizzatrice